# ТЕЦ Бендзин
ТЕЦ Бендзин — теплоелектроцентраль на півдні Польщі неподалік від міста Катовіце.
У 1916-му на майданчику в Бендзині ввели в експлуатацію два парові котли та турбіну потужністю 5 МВт. Оскільки об'єкт одразу запроектували на потужність 10 МВт, за два роки додали ще одну турбіну з таким же показником як у першої. У міжвоєнні роки станцію підсилили до рівня у 23,5 МВт, а в період німецької окупації тут змонтували четвертий котел Wiesner та турбіну Skoda потужністю 17,2 МВт.
У 1975-му та 1978-му станцію модернізували, встановивши два нові парові котли ОР-140 виробництва компанії Rafako (Рацибуж), які живлять теплофікаційну турбіну 13UKK80 електричною та тепловою потужністю 81,5 МВт та 161,5 МВт відповідно.
Для покриття пікових навантажень у теплосистемі в 1974-му встановили вугільний водогрійний котел Rafako WP-70 потужністю 80 МВт, а в 1978—1979 роках його доповнили двома котлами Rafako WP-120 потужністю по 140 МВт, що довело номінальну теплову потужність станції до 521 МВт (фактична не могла перевищувати 414,5 МВт через гідравлічні обмеження зі сторони тепломережі, котрі не дозволяють котлам WP-120 працювати одночасно з повним навантаженням).